# 柳久瀬
柳久瀬（やなくせ）は山形県鶴岡市（旧東田川郡藤島町）の大字である。郵便番号は999-7672。

## 地理
鶴岡市街の東、旧藤島町域の藤島川西岸に存在する。

### 河川
- 藤島川
- 黒瀬川

## 歴史

### 地名の由来
安彦好重は「クセ」は山間部においては何らかの理由で伐採植樹の作業を行わないところという意味があること、当地が藤島川が蛇行しているところにあるから、洪水防止のために流域の柳の伐採を禁じていたところであろうとしている。

### 沿革
- 1889年（明治22年）4月1日 - 町村制の施行により柳久瀬村が周辺の村と合併し、渡前村となる[3]。
- 1955年（昭和30年）1月10日 - 渡前村が藤島町に編入合併したことで藤島町の大字となる[4]。
- 2005年（平成17年）10月1日 - 藤島町が周辺市町村と合併したことで鶴岡市の大字となる[1]。

## 世帯数と人口
2025年（令和7年）4月30日時点の世帯数と人口は以下のとおりである。
| 大字   | 世帯数 | 人口  |
| ------ | ------ | ----- |
| 柳久瀬 | 40世帯 | 134人 |

## 小・中学校の学区
市立小・中学校に通う場合、学区は以下の通りとなる。
|      | 小学校             | 中学校             |
| ---- | ------------------ | ------------------ |
| 全域 | 鶴岡市立渡前小学校 | 鶴岡市立藤島中学校 |

## 交通
- 山形県道44号余目温海線

最寄り駅は羽越本線藤島駅。

## 施設
- 柳久瀬皇太神社の大銀杏 - 市指定文化財[7]